# Augusta Vindelicum

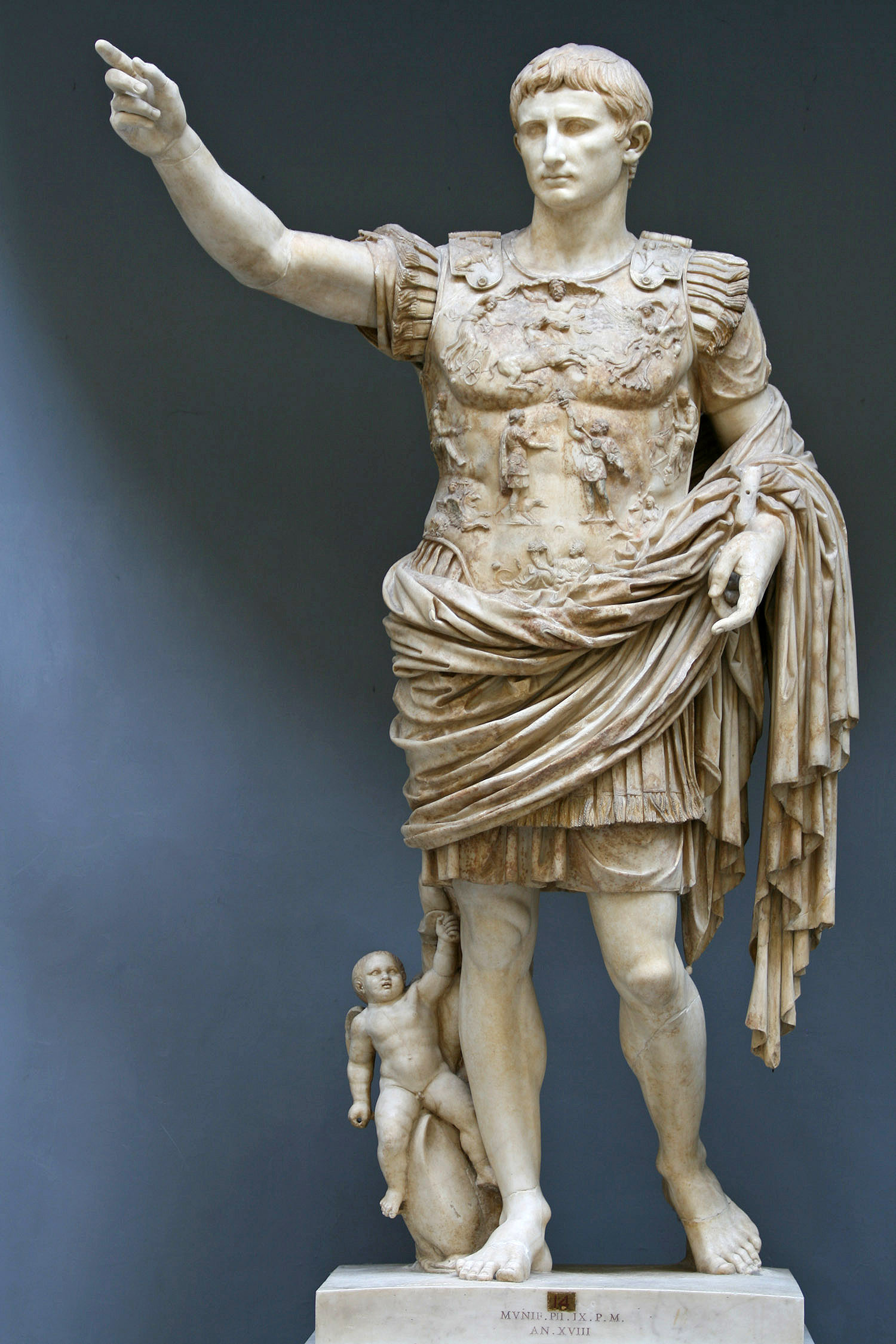
Der Gründer der Stadt: Kaiser Augustus

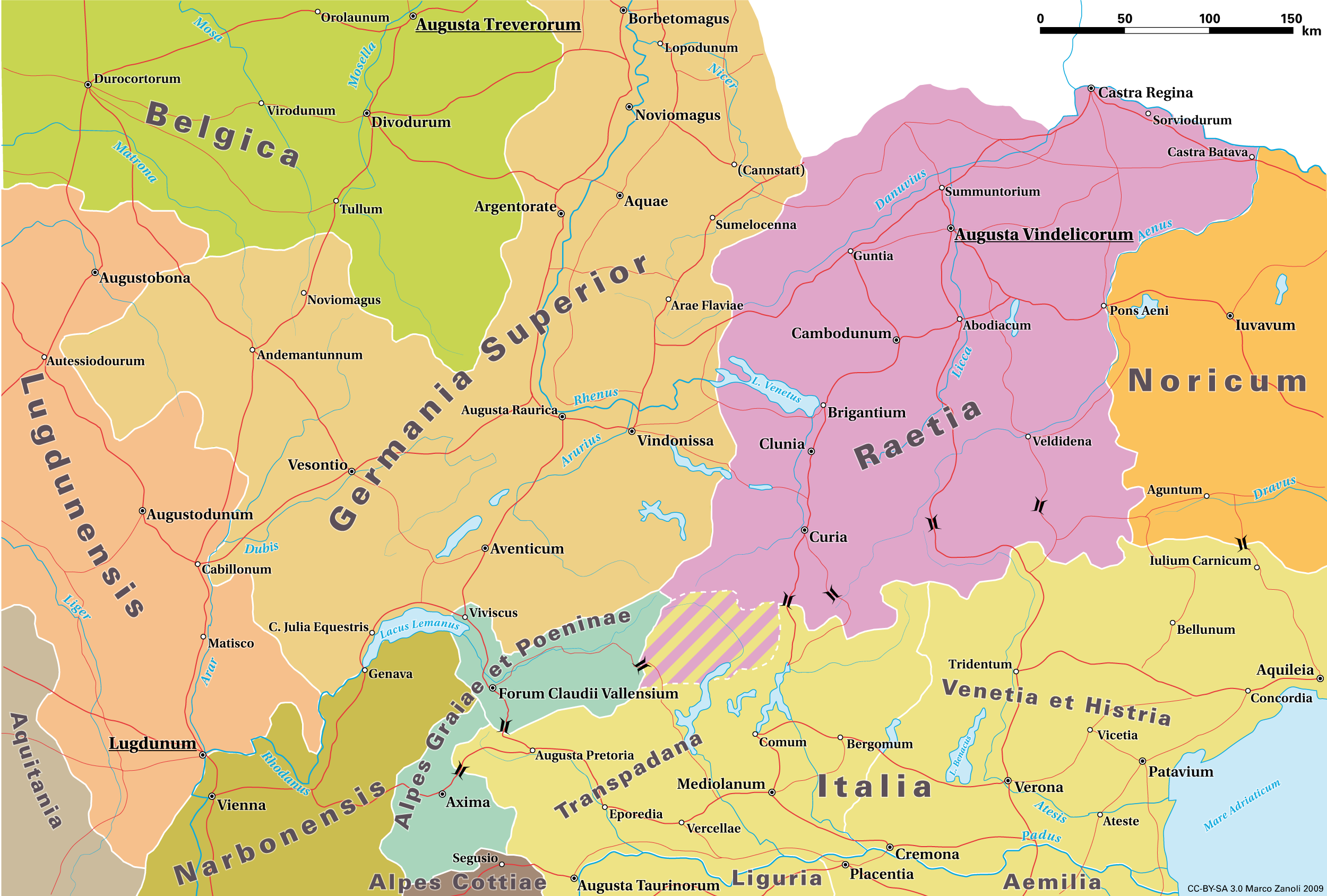
Die römischen Provinzen im Alpenraum und das römische Straßennetz ca. 150 n. Chr.

Augusta Vindelicum (auch Augusta Vindelicorum) ist der römisch-antike Name der Stadt Augsburg. In der Antike wurde auch der Name Municipium Aelium Augustum (auch Aelia Augusta) verwendet.
Wohl unter Kaiser Trajan (98–117 n. Chr.) wurde sie zum Statthaltersitz der römischen Provinz Raetia erhoben. Davor war Cambodunum (Kempten) die Hauptstadt der Provinz gewesen. Raetia war unter Augustus von Rom erobert worden, reichte vom Bodensee (Lacus Brigantinus) bis zum Inn (Aenus) und umfasste ursprünglich das heutige Gebiet von Schwaben mit dem Allgäu, Oberbayern westlich des Inns und Niederbayern südlich der Donau, Oberschwaben und Ost-Württemberg, Teile von Tirol westlich des Flusses Ziller, Vorarlberg und der Schweiz. Nach der Reichsreform unter Kaiser Diokletian und der Zweiteilung der bisherigen Provinz umfasste die Raetia Secunda lediglich noch die heutigen bayerischen Regierungsbezirke Schwaben und Oberbayern sowie Teile von Tirol, die Raetia prima mit der Hauptstadt Chur umfasste hingegen das südliche Rätien.

## Namensherkunft
Der erste Name Augusta (lat. die Erhabene) stellt die weibliche Form von Augustus dar, zu Ehren des Kaisers Augustus, unter dessen Regierungszeit im Jahre 15 v. Chr. der Eroberungsfeldzug nach Rätien erfolgte und ein Militärlager als Keimzelle der späteren Stadt errichtet wurde. Die Feminisierung des Namens beruht darauf, dass das grammatische Geschlecht (Genus) von Städten in der lateinischen Sprache oft weiblich ist (vgl. Roma, Colonia Agrippina). Mehrere Gründungen aus dieser Zeit tragen den ersten Namen Augusta, im deutschen Sprachraum Augusta Raurica und Augusta Treverorum. Der Beiname Vindelicum ist Genitiv Plural von Vindelici bzw. von Vindelix (Nominativ Plural: Vindelices). Er bezeichnet den keltischen Volksstamm der Vindeliker, der in diesem Teil Rätiens, also zwischen Wertach (lateinisch Virda) und Lech (lateinisch Licus), ansässig war.
Die Namensform „Augusta Vindelicorum“ wurde erst im 16. Jahrhundert von den lateinischen Sprachregeln und einer Inschrift (gentes Vindelicorum quattuor) auf dem Tropaeum Alpium (La Turbie bei Monaco) abgeleitet. Historisch belegbar ist ab dem späten 2. Jahrhundert nur die Form „Augusta Vindelicum“. In der Regel wurde die Provinzhauptstadt offiziell als „municipium Aelium Augustum“ bezeichnet. Auf vielen zeitgenössischen Steindenkmälern ist die Kurzform „Aelia Augusta“ überliefert, die aber ab 150 n. Chr. zunehmend von der Bezeichnung „Augusta Vindelicum“ verdrängt wurde. Der Geograf Claudius Ptolemäus verwendete um 150 n. Chr. den griechischen Namen Αὐγούστα Οὐινδελικῶν (Augusta Vindelikon). Diese Namensform findet sich u. a. auch auf der berühmten Tabula Peutingeriana, der mittelalterlichen Kopie einer spätantiken Straßenkarte.

## Ansiedlung
Älteste Besiedlungsreste im Stadtgebiet des heutigen Stadtteils Augsburg-Oberhausen datieren in die Jahre um 8/5 v. Chr. bis 6/9 n. Chr. Es handelt sich vielleicht um ein Militärlager. Dieses Lager wurde eventuell bei einem Hochwasser vernichtet. Um 5/15 n. Chr. wurde ein neues Lager auf der Augsburger Hochterrasse errichtet. Nordöstlich des heutigen Doms entstand ein Holz-Erde-Kastell mit über 10 ha Innenfläche für eine ca. 3000 Mann starke gemischte Einheit. Hier entwickelte sich auch eine Zivilsiedlung (Kastellvicus). Es konnten für so einen Ort typische Streifenhäuser nachgewiesen werden. Das Kastell und die Zivilsiedlung sind bei einem Brand um 70 n. Chr. vernichtet worden. Das Lager wurde nicht wieder aufgebaut, doch bestand die Zivilsiedlung weiter, die bald städtischen Charakter erlangte. Im Zentrum verdichtete sich die Bebauung und im Nordwesten entstanden neue Wohngebiete. Schon damals hatte der Ort einen regelmäßigen Stadtplan. Nur im Norden und Westen verlief die Straßenführung eher unregelmäßig.
In Kaiser Hadrians Regierungszeit wurde die Stadt zum Municipium erhoben, deren offizielle Bezeichnung danach municipium Aelium Augustum (oder in Kurzform: Aelia Augusta) lautete. Ab dieser Zeit wurden vermehrt Gebäude in Stein errichtet. Die Stadt erhielt eine Stadtmauer, die ein Gebiet von ca. 80 ha umfasste. Inschriften belegen vor allem eine Blütezeit im zweiten und frühen dritten Jahrhundert. In der Spätantike war die Stadt, ungleich vielen anderen Orten, in vollem Umfang weiter besiedelt. Selbst am Übergang zum fünften Jahrhundert sind hier noch repräsentative Gebäude errichtet worden.

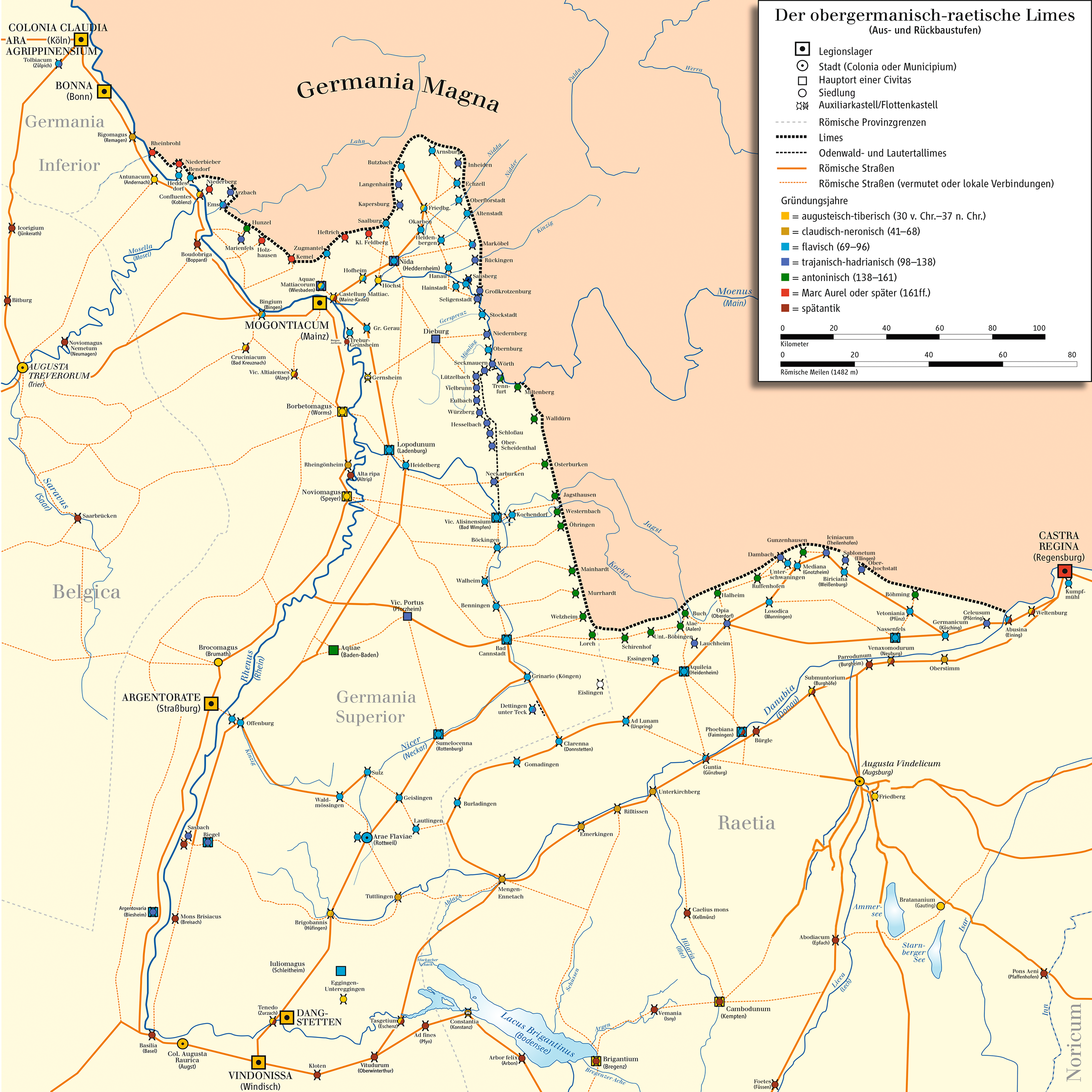
Römische Straßenverbindungen südlich und westlich des Limes

Augusta Vindelicum war Kreuzungspunkt wichtiger Römerstraßen.
- Die Via Claudia Augusta hatte bei Ostiglia Anschluss an das Straßennetz nach Rom und verlief über Verona, Meran, den Reschenpass, Landeck über Füssen nach Augusta Vindelicum und ging weiter zum Limes bei Donauwörth. Die Straße wurde unter Drusus begonnen und zur Zeit des Kaisers Claudius im 1. Jahrhundert vollendet.
- Strategisch wichtig war die Verbindung zur Legionsstadt Mainz. Im ersten nachchristlichen Jahrhundert führte dieser Weg entweder über die Allgäustraße nach Bregenz und dann über Basel und Straßburg oder etwas kürzer über Günzburg auf der Donausüdstraße  nach Kastell Hüfingen und von dort weiter über Basel nach Mainz.
- Die Legio VIII Augusta schuf unter dem Kommando von Gnaeus Pinarius Cornelius Clemens im Jahre 74 eine Verbindung von Tuttlingen durch das Kinzigtal nach Argentoratum (Straßburg) mit Anschluss nach Mogontiacum (Mainz). Dies verkürzte die Strecke von Augsburg nach Argentoratum und Mainz ganz wesentlich.
- Nicht zuletzt um die etwa 15 Jahre später gebaute, noch wesentlich kürzere römische Fernstraße von Augsburg über Günzburg und Cannstatt nach Mainz militärisch zu sichern, wurde der Obergermanisch-Raetische Limes eingerichtet.
- Die Allgäustraße von Augsburg über den Septimerpass nach Oberitalien verlief über Cambodunum (Kempten (Allgäu) und Brigantium, das heutige Bregenz am Bodensee).
- Die Via Julia verband Augsburg (Augusta Vindelicum) mit Salzburg (Iuvavum).
- Unter Septimius Severus wurde die Via Raetia befestigt und nach und nach zur mit Wagen befahrbaren Straße ausgebaut. Die via raetia führte von Verona über Sterzing, den Brenner, Innsbruck und den Seefelder Sattel nach Augusta Vindelicum. Sie ließ als kürzere Verbindung die Via Claudia Augusta in den Hintergrund treten.

## Ausgrabungen
Diverse Ausgrabungen liefern ein relativ gutes Bild der antiken Stadt. Sie war von einer Mauer umgeben, die in etwa einen Halbkreis mit einem Durchmesser von 600 m bildete. Im Süden scheint sich die Stadt auch außerhalb der Stadtmauer ausgebreitet zu haben. Im Zentrum waren die Straßen nach einem Schachbrettmuster angelegt. Für die Stadtbereiche im Norden und Westen ist dies jedoch nicht belegt. Es gab zahlreiche Steingebäude, wobei es aber auch viele in Fachwerkbauweise gab. Von der Bebauung konnten ein Forum und eine Thermenanlage angegraben werden.
Zahlreiche Fundstücke aus dem römischen Augsburg werden heute im Römischen Museum in der ehemaligen Dominikanerkirche präsentiert. Im Stadtgebiet sind nur noch wenige Reste der ehemaligen Provinzhauptstadt zu erkennen. Entlang der „Römermauer“ am Dom wurden die Kopien einiger Steindenkmäler aufgestellt, deren Originale meist ins „Römische Museum“ verbracht wurden. Einige originale Inschriftenplatten und Grabmäler aus der Sammlung des Humanisten Konrad Peutinger (1465–1547) sind im Innenhof und der Tordurchfahrt des Peutingerhauses  frei zugänglich.
Bei neueren Ausgrabungen auf einem ehemaligen Firmengelände wurden im Jahr 2021 römische Funde mit einem Gesamtgewicht von mehr als 400 kg geborgen, u. a. bestehend aus rund 800 Münzen, Waffen, Werkzeugen, Gefäßen etc. Sie belegen, dass Augsburg der älteste Militärstützpunkt im heutigen Bayern ist. An einer etwa 200 Meter entfernten Fundstelle wurde der Silberschatz von Augsburg mit rund 5000 silbernen Denaren aus dem 1. und 2. Jahrhundert entdeckt.